# No Said Date
No Said Date es un álbum debut de Masta Killa, miembro del Wu-Tang Clan. Con unos beats oscuros y dramáticos, y sampleos de películas de artes marciales (principalmente, en la canción Masta Killa la cual tiene sampleos de Bruce Lee), el álbum ha tenido un sonido similar al de Enter the Wu-Tang (36 Chambers).

## Listado de canciones
(Todas las canciones escritas por E. Turner)
1. "Born Chamber"
  - Sampleado de la película Five Deadly Venoms
2. "Grab the Mic"
  - Productor: Brock
  - Sampleos: Curtis Mayfield - "Big Mac"
3. "No Said Date"
  - Productor: RZA
  - Sampleos: Henry Mancini - "Police Woman"
4. "Last Drink"
  - Sampleos: "Cheers", banda sonora de Enter The Dragon
  - Productor: Mathematics
5. "Love Spell"
  - Productor: Dave West
6. "The Future (skit)"
  - Primer verso: Shamel
  - Segundo verso: Kareem
  - Tercer verso: Jamel
  - Productor: Hakim Shabazz
7. "D.T.D."
  - Primer verso: Raekwon
  - Segundo verso: Masta Killa
  - Tercer verso: Ghostface Killah
  - Sampleos: Otis Redding - "Try A Little Tenderness"
  - Productor: Mathematics
8. "Whatever"
  - Primer verso: Streetlife
  - Segundo verso: Prodigal Sunn
  - Tercer verso: Masta Killa
  - Productor: Mathematics
9. "Secret Rivals"
  - Primer verso: Killah Priest
  - Segundo verso: Method Man
  - Tercer verso: Masta Killa
  - Producer: True Master
10. "Skit"
11. "Digi Warfare"
  - Voces adicionales: RZA, U-God
  - Productor: Choco
12. "Old Man"
  - Primer y tercer verso: Masta Killa
  - Segundo verso: RZA
  - Voces adicionales: Ol' Dirty Bastard
  - Sampleos: Sanford and Son
  - Productor: RZA
13. "Queen"
  - Sampleos: Gladys Knight & The Pips - The Makings Of You
  - Productor: True Master
14. "School"
  - Primer y tercer verso: Masta Killa
  - Segundo verso: RZA
  - Sampleos: Diálogo de Good Times
  - Productor: RZA
15. "Silverbacks"
  - Primer verso: Inspectah Deck
  - Segundo verso: Masta Killa
  - Tercer verso: GZA
  - Sampleos: Albert King - "I'll Play The Blues For You Part 1"
  - Productor: True Master
16. "Masta Killa"
  - Productor: Baby Dooks

## Personal
- E. Turner - Productor Ejecutivo, Escritor, Voces
- Jose "Choco" Reynoso - Grabador, Mezclado, Productor
- Michael Sarsfield - Masterizado
- Dreddy Kruger - A&R
- Brock - Productor
- RZA - Productor, Voces
- Mathematics - Productor
- Dave West - Productor
- Hakeem Shabazz - Productor
- True Master - Productor
- U-God - Voces
- Inspectah Deck - Voces
- Ghostface Killah - Voces
- Raekwon - Voces
- Killah Priest - Voces
- Prodigal Sunn - Voces
- Method Man - Voces
- Streetlife - Voces
- Ol' Dirty Bastard - Voces
- Baby Dooks - Productor
- GZA - Productor Ejecutivo, Voces
- D. Horwitz - Productor Co-Ejecutivo
- A. McCaskill - Productor Co-Ejecutivo